# Сохський район
Сохський район (узб. So‘x tumaniSo'x tumani) — район Ферганської області Узбекистану. Утворений в 1990 році. Адміністративний центр району — селище Раван. Район розташовано в анклаві, навколо він межує з Киргизстаном, довжина кордону 135 км. Це один з трьох ексклавів Узбекистану, оточених територією Киргизстану, поряд з Шахимарданом і ексклавом Чон-Гара (Північний Сох). Площа району 352 км². Незвичайною особливістю ексклава є те, що переважну більшість його населення складають таджики.

## Географія
Сохский район ізольовано від решти території Узбекистану територією Киргизії (Баткенська область, між Баткенським і Кадамжайским районами). Є анклавом стосовно Киргизстану і ексклавом відносно Узбекистану. Більш того, Сохський район сам складається з двох частин, розділених киргизькою територією: крихітний Північний Сох (Чон-Гара, Калача, Нижній Смг) і більш великий Південний Сох (Верхній Сох). Обидві частини займають долину річки Сох, що тече в Узбекистан.

## Історія
Перші сліди древньої людини зафіксовано майже по всій території Узбекистану в епоху нижнього (раннього) палеоліту (приблизно з 700—600 до 100 тис. до н. е.). Окремі кам'яні знаряддя праці цього періоду виявлені і в долині річки Сох, а в печері Селунгур виявлені останки древньої людини, яка отримала назву Ферганатроп.
Про давню історію Соху свідчать так само печери Обі-шир, які відомі в археології як «нова культура Соху». За даними історика Гуломова, Сох як місто існував в першому тисячолітті до нашої ери. Про середньовічну історію Соху є відомості у арабських мандрівників та вчених Х століття Істахрі, Ибни Хаукаля, Макдісі, а також у книзі «Худуд-ул-олам» (Х століття) і записках Бабура. У XVΙΙ-XVΙΙΙ ст. самостійним бекством і з кінця XVΙΙΙ століття до його ліквідації в 1876 році перебував у складі Кокандського ханства.

### Фортеця Худояр-хана
У середній течії річка Сох приймає приплив Абголь, в гирлі якого, на річковій терасі, знаходиться однойменне селище. Тут, в середині 18 століття, для утихомирення бунтівних киргизів і встановлення контролю над караванної дорогою в Каратегин, кокандським правителем Худояр-ханом була побудована фортеця.
Кам'яно-глиняна стіна проглядається по всьому периметру тераси. Нависаючи над урвищем, вона виглядає страхітливою і міцної. Цитадель розташовувалася в західній стороні, що нависла над долиною річки. Колись тут ходили воїни у кольчугах, озброєні мечами і списами. Обидві частини з'єднані між собою вузькою перемичкою, за якою тягнеться настільки ж вузький коридор. Там, де обидві частини споруди змикаються, височіють дві конічні вежі. Саме вони і надають фортеці її вид. На її території є стародавні кам'яні плити з наскельними зображеннями тварин і вершників на верблюдах. Малюнки набагато старіші від фортечних стін і ставлення до фортеці не мають.

## Населення
Район складається з 19 населених пунктів. Чисельність населення становить 58,9 тис. осіб, у тому числі міське населення 38,8 тис. чол. (65,9 %) і сільське 20,1 тис. чол. (34,1 %). Національний склад: 99,0 % таджики, 0,7 % киргизи, 0,1 % узбеки та інші національності. 

## Мовна ситуація
Багато жителів ексклава традиційно володіють трьома і більше мовами, проте рідною мовою практично всіх його жителів є таджицька. Місцеві ЗМІ і щотижнева газета «Садои Сох» («Голос Соха») виходять таджицькою. У двадцяти селах Соха є двадцять шість шкіл і чотири коледжі. Навчання у всіх школах та коледжах здійснюється таджицькою, незважаючи на те, що мова не має статусу державної в Узбекистані. Через це відносини влади ексклава з узбекистанською владою, де єдиною державною мовою є узбецька, є напруженими. Після розпаду СРСР освітні та культурні зв'язки таджиків ексклаву з таджицьким населенням Таджикистану припинилися.

## Інфраструктура
В районі існує 28 загальноосвітніх шкіл, 4 професійних коледжі. Функціонують 2 лікарні, 12 амбулаторно-поліклінічних закладів, 10 сільських лікарських пунктів.

## Економіка
Населення в основному займається підсобним сільським господарством (картопля, фрукти). З середини 90-х значна кількість чоловіків регулярно виїжджає на заробітки до Казахстану. У 2013 році в Сосі побудований міні-завод з виробництва гіпсу.

## Ексклав
Ексклав Сох виник в 1955 році. Про причини його виникнення ведуться суперечки і ходять легенди. Хоча відомо, що дана територія була передана в оренду узбецькій стороні терміном на 70 років. З моменту створення не припиняються конфлікти навколо Соху між Киргизстаном і Узбекистаном, вони увійшли в гостру фазу після розпаду СРСР. Спроби створення коридору для з'єднання ексклаву з Узбекистаном 2001 року не вдалися. Проблеми жителів ексклава ускладнюються швидким зростанням населення долини річки Сох, нестачею води, наявністю 9 прикордонних постів, встановлених узбецькими і киргизькими владами, корупцією, наявністю міжнаціональних непорозумінь.
6 січня 2013 р. підрядник, залучений киргизькими прикордонниками, проводив роботи зі встановлення стовпів під ЛЕП для електрифікації нової киргизької прикордонної застави на території села Хуш'яр Сохського району. Це призвело до конфлікту між місцевими жителями і киргизькими прикордонниками. Жителі села демонтували стовпи лінії електропередачі, що ведуть до застави. За деякими відомостями, п'ятеро місцевих жителів отримали вогнепальні поранення. Близько тридцяти громадян Киргизстану було захоплено, але згодом звільнено.  Після цього губернатор Баткенської області Киргизстану Жениш Разаков і прикордонний представник визнали, що встановлення стовпів здійснювалася не у встановленому місці і, зобов'язуючись перенести стовпи вглиб території Киргизстану, принесли свої вибачення.